# Albrecht II z Orlamünde
Albrecht II (ur. najwcześniej w 1182, zm. w 1244 lub 1245) – hrabia Orlamünde i Holsztynu.

## Życiorys
Albrecht był prawnukiem Albrechta Niedźwiedzia, najstarszym synem hrabiego Weimar-Orlamünde Zygfryda III i Zofii, córki króla Danii Waldemara I (i zarazem siostry króla Danii Waldemara II Zwycięskiego).
W 1202 roku dziadek Albrechta ze strony matki, Waldemar I podbił Holsztyn i osadził tam jako swojego lennika ojca Albrechta, Zygfryda (mimo iż Waldemar w sporze o tron niemiecki opowiadał się po stronie Ottona Welfa, a Zygfryd po stronie Filipa Szwabskiego). Gdy Zygfryd zmarł w 1206 roku, Albrecht i jego brat Herman podzielili między siebie dziedzictwo po ojcu. W 1215 roku Herman podjął próbę skupienia pod swoimi rządami całego dziedzictwa, ale Albrecht zdołał go powstrzymać dzięki pomocy swojego teścia, landgrafa Turyngii Hermana I, którego córkę Jadwigę poślubił w 1211 roku. Wojował także Albrecht z licznymi książętami północnoniemieckimi, przeciwnikami króla duńskiego Waldemara II, wuja Albrechta. W latach 1217–1218 Albrecht uczestniczył w krucjacie przeciwko Liwom.
W 1223 roku, gdy Waldemar II i jego najstarszy syn (także Waldemar) zostali schwytani przez hrabiego Schwerina Henryka Czarnego, Albrecht podjął energiczne działania w celu ich uwolnienia. Odparł atak na Holsztyn. W 1224 roku został zawarty układ mający zapewnić zwolnienie króla duńskiego, w którym hrabstwo Holsztynu pozostawiano w ręku Albrechta, jednak jako lenno cesarskie, a nie duńskie. Układ jednak nie został wykonany, Waldemar pozostał w niewoli. Albrecht spróbował siłą doprowadzić do uwolnienia swego wuja, jednak mimo wsparcia Ottona z Lüneburga (innego siostrzeńca Waldemara) został na początku 1225 roku pokonany przez koalicję książąt północnoniemieckich z Henrykiem schwerińskim na czele w bitwie pod Mölln i wzięty do niewoli. Pozostawał w niej jeszcze, gdy w grudniu 1225 roku uwolniono Waldemara za cenę układu, na mocy którego Holsztyn został odebrany Albrechtowi i oddany Adolfowi IV, synowi wypartego stamtąd w 1202 roku Adolfa III.
Albrecht uwolniony został dopiero w 1227 roku po klęsce króla Waldemara II w bitwie pod Bornhöved, która położyła kres nadziejom na odzyskanie Holsztynu, i po zrzeczeniu się Lauenburga. Odtąd żył głównie w Danii, w dobrach na wyspie Als.